# Cyclostratigraphie
La cyclostratigraphie est une méthode particulière de stratigraphie, discipline des sciences de la Terre qui étudie la succession des différentes couches géologiques ou strates. La cyclostratigraphie est une discipline intégrée qui exploite des résultats issus notamment de l'astronomie, de la climatologie ainsi que diverses techniques mathématiques.
La cyclostratigraphie s'appuie sur la théorie astronomique des paléoclimats, qui stipule que, pour partie, les variations climatiques sont liées à des processus astronomiques cycliques largement prédictibles. Elle permet d'analyser les cycles sédimentaires au sens large, du fait du « forçage climatique » via la précession, l'obliquité et l'excentricité. Cette analyse s'opère au travers d'indicateurs climatiques (proxies) échantillonnés dans les dépôts stratifiés.
L'objectif principal de la cyclostratigraphie était initialement l'estimation de durées, une tâche d'autant plus difficile que les terrains étudiés sont anciens et altérés, ce qui dégrade la qualité de l’échantillonnage des proxies. L'étude des séries récentes et bien conservées du Quaternaire a permis les premiers résultats, mais les temps anté-quaternaires sont désormais étudiés avec succès. La cyclostratigraphie offre ainsi la possibilité de valider et d'affiner l'échelle des temps géologiques. Par ailleurs, il est possible de faire des interprétations paléoclimatiques des résultats.
Si la cyclostratigraphie en tant que méthodologie et applications est une branche récente de la stratigraphie, ses fondements théoriques remontent en fait aux débuts du XIXe siècle. Très tôt s'est posée la question de l'origine des apparentes cyclicités sédimentaires observées à l'affleurement, dans les formations marno-calcaires. Les cycles de courtes périodes pouvaient intuitivement être rattachés à des phénomènes classiques en sciences de la Terre, tels que les oscillations tidales ou l'alternance des saisons (varves) ; mais d'une part cette corrélation n'était pas triviale, d'autre part les cycles de plus longue période ne pouvaient être expliqués ainsi et devaient donc nécessairement résulter d'un paramétrage d'un genre différent, et inconnu. Rapidement, les variations climatiques sont pointées du doigt et confrontées aux cycles sédimentaires, mais les preuves d'une relation causale manquent. Par ailleurs, la question de l'origine de la variabilité climatique restait ouverte : pourquoi et dans quelle proportion le climat général de la Terre a-t-il évolué et évolue-t-il ? Ces variations sont-elles cycliques et, si oui, dans quelle mesure affectent-elles la sédimentation ?

## Les cyclicités recherchées
La cyclostratigraphie s'est développée en lien avec l'analyse de séries sédimentaires. Le processus de sédimentation est complexe, mais il présente tout de même des caractéristiques générales exploitables par les différentes approches de la stratigraphie, dont la cyclostratigraphie. Quel que soit le mode de sédimentation (continentale, marine ou lacustre), l'énergie solaire et la gravité conditionnent en effet la mise en place de la pellicule de sédiments qui subira pendant et après son dépôt des actions diagénétiques, pour in fine devenir une roche sédimentaire. Les altérations diagénétiques internes à la roche en devenir peuvent détruire ou au contraire souligner des particularités environnementales, acquises lors de la sédimentation puis héritées dans la lithologie. Ces particularités reflètent entre autres les conditions externes de mise en place de la roche, parmi lesquelles, le climat. La cyclostratigraphie se propose d'étendre le champ classique de la lithostratigraphie, basée sur des corrélations de faciès lithologiques, en ajoutant l'analyse et la quantification de cycles au sein de ces faciès.
Le simple fait de retrouver des variations visuelles et matérielles nettement cycliques, qui semblent presque « artificielles », dans les séries sédimentaires, est l'indice d'un forçage cyclique du processus de sédimentation. Il faut alors déterminer quel genre de cyclicité peut avoir exercé une influence aussi majeure sur l'environnement de dépôt. Certains processus sont caractérisés par des autocycles, ie. des variations régulières propres au mode sédimentaire (internes, endogènes) ; c'est le cas par exemple des courants de turbidité, un phénomène endogène au dépôt côtier mais propre à celui-ci. Les cyclicités relevant d'un forçage externe sont quant à elles qualifiées d'allocyclicités. Elles mettent en jeu un phénomène exogène dont le signal sera plus ou moins déformé, atténué ou amplifié par le mode de dépôt. Les travaux les plus récents tendent à montrer que cette distinction, quoique pertinente, est d'ailleurs peut-être simplificatrice : en effet, les processus cycliques « internes » ou « externes » interviennent conjointement et peuvent générer des signaux mixtes dans les roches.
Une fois que le caractère cyclique d'un enregistrement sédimentaire a été mis en évidence par des analyses chimico-physiques, l'enjeu est double : il faut déterminer si un phénomène externe (allocyclicité) a influencé la sédimentation au point qu'il devienne un trait dominant de la lithologie ; puis, il faut déterminer la nature exacte de ce phénomène. Il est également nécessaire de vérifier que l'enregistrement sédimentaire est significatif en termes de durées, c'est-à-dire que le dépôt est continu et non altéré diagénétiquement. Pour apporter une réponse à ces questions, la cyclostratigraphie peut chercher à vérifier l'existence et la nature d'une corrélation entre les cycles sédimentaires d'une part, et les cycles climatiques d'autre part, ce qui constitue une double réponse (l'existence d'une corrélation étant tributaire de la continuité et de l'homogénéité de la série sédimentaire).

### Cycles climatiques
Le climat est paramétré en grande partie par l'insolation, c'est-à-dire par la quantité d'énergie reçue du Soleil. La variation de température entre le jour et la nuit constitue un exemple frappant de l'influence de l'énergie solaire sur le climat terrestre, à court terme cependant. La source radiative solaire est considérée de puissance constante, mais le positionnement de la Terre par rapport au Soleil varie selon plusieurs facteurs périodiques. L'insolation est donc affectée de cycles, essentiellement en raison de trois paramètres orbitaux.

#### Excentricité
Elle quantifie l'écart à une orbite circulaire. Dans le cas de la Terre, l'orbite de révolution autour du Soleil varie entre un quasi-cercle (excentricité de 0,005) et une ellipse moyenne (excentricité de 0.058), du fait des interactions gravitationnelles avec les autres corps célestes du système solaire --- principalement les planètes géantes Jupiter et Saturne. La valeur actuelle de l'excentricité est e = 0,017. Elle permet de calculer les distances Terre-Soleil à l'aphélie (distance maximale) et à la périhélie (distance minimale) selon les formules {\displaystyle d=a(1+e)} et {\displaystyle d=a(1-e)} respectivement, où {\displaystyle a} est la longueur du demi-grand axe de l'orbite (un invariant déduit de la période orbitale par la troisième loi de Kepler) et {\displaystyle e} l'excentricité.
La variation de distance entre périhélie et aphélie suit une période principale de 413 000 ans environ, et une secondaire de 100 000 ans environ. On montre par ailleurs que, pour une excentricité donnée, la différence d'énergie radiative reçue du Soleil par la Terre entre ces deux positions est égale à quatre fois l'excentricité du moment. Actuellement, cet écart vaut donc environ 6,8 % pour une excentricité de 0.0167. Couplée aux variations de vitesses lors de la révolution (d'après la seconde loi de Kepler), elle peut avoir une incidence la durée théorique des saisons, mais son principal effet est de moduler l'amplitude de la précession.

#### Obliquité
Elle quantifie l'écart de l'axe de rotation à la normale du plan orbital d'un corps céleste. Pour la Terre, dont le plan orbital est celui de l'écliptique, il s'agit de l'angle formé par l'axe de rotation et un axe perpendiculaire au plan de l'écliptique. L'obliquité actuelle est proche de ⍵ = 23°27', les bornes étant fixées autour de 22° à 25° selon une cyclicité de 41 000 ans environ. Ce paramètre est celui qui influence en priorité les saisons : lorsque l'obliquité est élevée, les différences climatiques entre été et hiver sont fortes, les effets étant plus marqués aux latitudes élevées.

#### Précession
Le phénomène d'obliquité est couplé à la rotation de la Terre et induit une précession, qui correspond à la révolution de l'axe de rotation incliné (obliquité) autour de la normale au plan orbital. Une toupie en fin de rotation possède un mouvement similaire, sans la composante rotationnelle (précession pure). Il en résulte une variation cyclique de l'orientation de l'axe de rotation par rapport au Soleil : si on pose pour simplifier que l'écart angulaire à la verticale est toujours égal une valeur d'obliquité constante, la direction de cet angle constant dans l'espace varie. Dans les faits, les périodes d'obliquité et de précession sont trop proches pour prendre une obliquité constante. Par ailleurs, la précession terrestre est doublement paramétrée. Du fait de sa rotation propre, la Terre n'est pas une sphère parfaite mais connaît un renflement équatorial. Sous l'influence des forces de marée produites par le Soleil et la Lune principalement, cet excès de masse tend à revenir au plan de l'écliptique, c'est-à-dire qu'il joue contre l'obliquité. Ce phénomène induit une seconde précession, dite orbitale ou lunisolaire, qui s'ajoute à la précession propre de la Terre. Comme la précession orbitale se fait dans le sens contraire de la rotation gyroscopique de la Terre sur son axe, le cycle complet a une période moyenne d'environ 21 700 ans, décomposée en deux cyclicités principales de 19 000 et 23 000 ans.

### Autres cycles
Les variations du climat sont pour partie seulement tributaires des « cycles climatiques », qui sont des déterminants orbitaux exogènes. On se souviendra notamment que les développements théoriques ont souligné le rôle de rétroactions au sein du système Terre. Si l'énergie reçue de l'espace — et du Soleil en particulier — « au sommet de l'atmosphère » est bien connue, celle reçue en surface des océans et des continents — c'est-à-dire en dessous de l'atmosphère dense — dépend de nombre de phénomènes internes. Le bilan énergétique est par conséquent dépendant du paramétrage climatique propre à la Terre. Concernant les paramètres internes, les variations dans l'efficacité de la réflexion, par déplacement et croissance des surfaces à fort albédo, le développement de la couverture nuageuse, les modifications dans l'activité des courants marins et aériens ou encore le déplacement relatif des zones sèches et humides influencent le climat, « pré-paramétré » à grande échelle par les variants orbitaux.
La cyclostratigraphie ne se limite donc pas à la recherche des cycles de Milankovitch, les cycles climatiques purs. D'autres phénomènes susceptibles d'engendrer des oscillations périodiques enregistrées dans les roches sédimentaires peuvent être étudiés par les mêmes méthodes. Il existe des cycles de longues périodes — par exemple les alternances entre périodes glaciaires et interglaciaires, les variations eustatiques, certains aspects de la dynamique tectonique… — et de très nombreux cycles de plus courtes périodes — oscillations quotidiennes du niveau marin déterminées par le système Terre-Lune (marées), alternances de varves dans les dépôts périglaciaires, etc. L'importance des cycles climatiques dans les études cyclostratigraphiques est liée au fait qu'ils ont donné corps à la méthode et qu'ils sont souvent les mieux enregistrés sur des affleurements de grande puissance, mais il faut garder à l'esprit que la méthode cyclostratigraphique est applicable à tout type de cyclicité.

## Méthodologie et mise en œuvre
Pour retrouver la trace des variations paléoclimatiques, il faut utiliser des indicateurs ou proxies climatiques. Il s'agit de quantités physico-chimiques reflétant les variations de certains paramètres de l'environnement de dépôt sensibles aux variations climatiques. Ces proxies sont enregistrés dans les roches sédimentaires, et leur analyse permet la construction d'un signal, qui devra être analysé en termes de ses périodicités éventuelles.

### Signal et indicateur climatique
Afin que l'éventuelle corrélation dégagée expérimentalement ait du sens, le proxie doit avant tout être « fidèle », c'est-à-dire que sa variabilité propre doit donner une idée précise des variations exogènes. En d'autres termes, le couplage entre l'indicateur et son ou ses déterminant(s) climatique(s) doit être aussi direct que possible et l'indicateur choisi ne doit pas avoir, dans l'idéal, d'autres sources de variabilité que le paramètre à estimer, faute de quoi la corrélation s'affaiblit et les risques de biais de confusion augmentent, notamment si des rétroactions entrent en ligne de compte. Il faut également que le proxie ait été aussi peu affecté diagénétiquement que possible, de façon que l'enregistrement soit non ambigu, et partant, l'interprétation, fiable. Enfin, il est évidemment nécessaire de pouvoir quantifier correctement les variations du proxie. À ce titre, un indicateur climatique peut signer des variations quantitatives ou qualitatives — dans ce second cas, il sera nécessaire de discrétiser les données expérimentales pour aboutir à des résultats chiffrés.
La méthode classique consiste à mesurer, à pas régulier dans une série sédimentaire, la valeur d'un proxie (unité à définir en fonction du proxie), afin de construire un signal discret ; par exemple, la valeur de la susceptibilité magnétique d'un ensemble d'échantillons, relevée tous les cinq centimètres. Cette phase d'échantillonnage (relevé des valeurs expérimentales) met en œuvre des techniques plus ou moins complexes, qui vont du simple comptage visuel à l'analyse atomique, selon le proxie utilisé.
Il faut ainsi successivement :
- démontrer a priori la validité du proxie climatique choisi (et y associer une étape de vérification a posteriori) ;
- justifier que les variations mesurées aujourd'hui rendent bien compte de celles du paléoclimat, sur une base théorique ;
- quantifier en termes de cycles et donc de durées/fréquences la variabilité du proxie.

Si le traitement des données mesurées est globalement le même pour tous les proxies (techniques d'analyse mathématique type transformée de Fourier), l'échantillonnage initial et les interprétations finales varient sensiblement.

### Diversité des indicateurs climatiques
Avant l'avènement des proxies géochimiques, les techniques de comptage étaient les seules utilisées. Lorsque Gilbert impute à la précession les alternances litées de Green River, l'indicateur climatique est le doublet de bancs calcaire-marne. Il a par la suite été démontré qu'il est pertinent d'approximer une échelle des temps en reliant le numéro d'ordre d'une couche et la période de la précession. Cela suppose toutefois que le dépôt de chaque couche a pris un temps égal, de sorte que cette méthode n'est guère précise (elle n'est valable qu'en moyenne). Des méthodes statistiques sont régulièrement utilisées, notamment les courbes d'abondances sur les données paléontologiques liées à de bons fossiles stratigraphiques.
Une haute résolution temporelle (inférieure à la fréquence du cycle recherché) est nécessaire. Or, il est peut-être difficile d'atteindre des résolutions aussi fines que celle, par exemple, de la précession (quelques milliers d'années), avec les seules données biologiques disponibles. Il est possible d'améliorer de façon sensible la résolution temporelle et de réduire les hypothèses concernant les processus de sédimentation en s'intéressant à des éléments chimiques. Le principal postulat établi est la (relative) constance du taux de sédimentation entre deux bornes temporelles connues — en fait, des résultats ponctuellement peu cohérents signent souvent une variation limitée du taux de sédimentation, qui peut alors être assez finement contrainte à l'issue de l'étude cyclostratigraphique. Une fois ces bases de travail posé, il suffit d'échantillonner entre les deux bornes temporelles d'étude et d'appliquer les méthodes classiques de la stratigraphie pour, in fine, relier la dimension spatiale du dépôt à la dimension temporelle du paléoprocessus de sédimentation. De cette façon, un échantillonnage à bonne résolution permet de tracer très précisément les variations du proxie.
Parmi les principaux « marqueurs » géochimiques utilisés figurent les isotopes de l'oxygène, du carbone, les carbonates, les éléments traces tels que le fer, le manganèse, etc. De façon générale, le fractionnement isotopique est une classe d'indicateurs climatiques très utile. Par exemple, le δ18O des carbonates est directement relié à la température de l'eau où la précipitation carbonatée a eu lieu. Les variations liées aux isotopes stables et instables sont ainsi corrélées aux données des marqueurs sédimentologiques, ou à d'autres proxies dont certains ne sont pas à strictement parler des indicateurs climatiques, essentiellement des marqueurs physiques.
La susceptibilité magnétique (SM), notamment, signe une quantité assimilée à des éléments magnétiques piégés dans un sédiment souvent détritique. Or, le flux d'apports en sédiments continentaux par détritisme dépend du climat, de sorte que la SM constitue un « méta-proxie » climatique. Les données magnétiques subissent une altération moindre par rapport aux proxies géochimiques et sont donc surtout établies pour les séries anciennes. Par contre, la relation proxie-paléoprocessus est moins directe. De façon plus générale, plusieurs types de données physiques issues de diagraphies peuvent être utilisés, par exemple les radioactivités naturelles ou les méthodes électriques (chargeabilité, qui signe le degré d'altération ; résistivité, qui signe des variations lithologiques). Certaines seront toutefois plus sensibles aux autocycles et aux accidents locaux (altération par des fluides, par exemple).
Le choix d'un indicateur climatique repose enfin sur deux critères plus prosaïques : la disponibilité du proxie dans la série étudiée (il n'y a pas toujours du carbone en quantité suffisante ou des minéraux magnétiques détectables…) et, bien entendu, le coût que représente son échantillonnage. Selon les conditions environnementales locales, l'âge des roches, leurs types, des indicateurs différents sont accessibles. Les séries dites continues, où des corrélations sont possibles entre les données bio-magnétostratigraphiques et les proxies géochimiques ou physiques, sont favorisées, car les résultats finaux sont plus contraints.

### Travailler à haute résolution
Compte tenu de l'ordre de grandeur des plus faibles périodes orbitales (précession de période moyenne 20 000 ans), l'échantillonnage des signaux des proxies doit être précis (de l'ordre du millier d'années à quelques milliers d'années). À l'échelle des temps géologiques, dont l'unité de base est le million d'années, il s'agit d'ordres de grandeurs très faibles. Cela suppose la mise en œuvre de techniques de haute résolution, mais aussi le recours à une échelle des temps géologiques fiable. En effet, si les bornes temporelles utilisées pour calibrer les mesures sont trop imprécises, la quantification de la variabilité du proxie n'est pas significative (il peut être impossible d'établir une corrélation aux cycles climatiques alors qu'elle existe, ou bien une corrélation peut être mise en évidence alors qu'il ne s'agit que d'un artefact). Par ailleurs, de nombreux biais peuvent altérer le signal primaire :
- une série sédimentaire affectée par une activité diagenétique importante — voire par du métamorphisme — ne permet pas de mener une étude basée sur des proxies géochimiques, car l'information est altérée. Elle peut également être plus simplement absente : de très nombreuses séries présentent des hiatus, qu'ils soient de non dépôt ou d'altération. Même en choisissant une série favorable (peu ou pas d'altération, proxies fiables disponibles, etc.), sa continuité peut être imparfaite, ce qui va fausser le signal du proxie. Lors de l'échantillonnage, les valeurs doivent alors être corrigées, en général par interpolation linéaire ou polynômiale[6], ce qui introduit une erreur qu'il s'agit de minimiser ;
- un autre problème récurrent est posé par la variabilité du taux de sédimentation au cours du temps. Si des changements importants sont détectés à l'analyse mais avec un caractère périodique indéniable, c'est que la périodicité est variable sur la série : à moins de découper l'analyse, l'interprétation sera difficile. Toutefois, des variations faibles ne sont pas gênantes et leurs effets peuvent être éliminés par un traitement analytique approprié (filtres, etc.)[7] ;
- les autocycles constituent également une altération du signal. Lorsque certains signaux liés à des phénomènes endogènes du système sédimentaire se superposent aux signaux orbitaux, la corrélation entre, par exemple, proxie, climat et forçage astronomique n'est plus triviale. Il faut donc prendre en compte les caractéristiques, et du système climatique, et du système sédimentaire[8]. À noter qu'une étude peut porter sur les autocycles d'un système environmental, par exemple, la variabilité d'une cyclicité estuarienne, tidale, etc. Ce type d'étude est toutefois plus rare, car se posent de nombreux problèmes d'interprétation qui ne peuvent être résolus que si l'environnement de dépôt a, par ailleurs, été très bien étudié.

Si une observation directe des échantillonnages peut permettre d'identifier des cyclicités évidentes, un traitement des données est indispensable pour l'essentiel des relevés. Les premières méthodes analytiques utilisées étaient du type géostatistiques. Étant donné que les séries sédimentaires constituent des enregistrements temporels des dynamiques passées, il est apparu nécessaire d'appliquer un traitement mathématique plus approprié aux données extraites de ces séries. La cyclicité des motifs recherchés a mené vers l'analyse harmonique et le traitement en fréquences, qui sont les outils idoines pour l'analyse de la composante temporelle. Ils doivent permettre de mettre en évidence les éventuelles périodicités d'un signal.

### Analyse spectrale

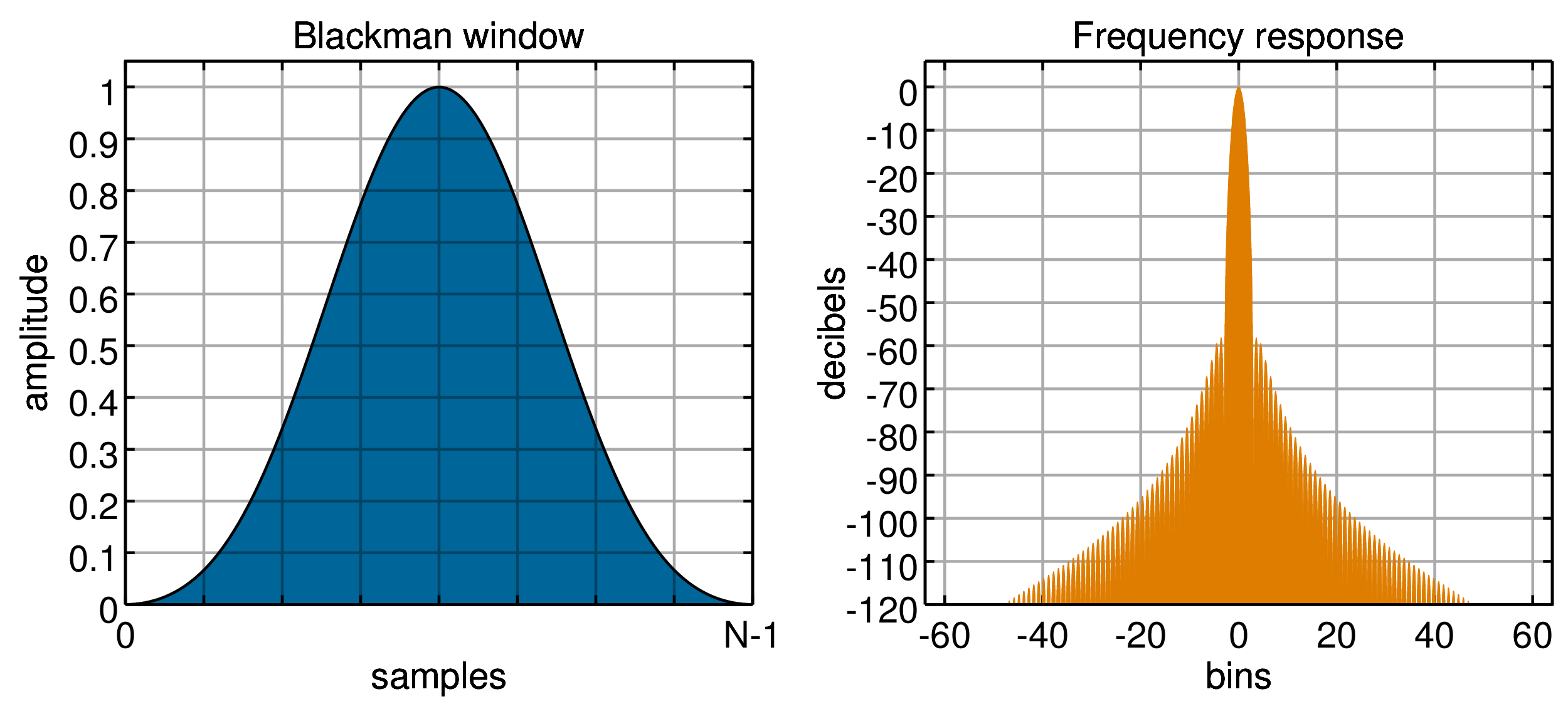
Fenêtre de Blackman. À gauche, en domaine temporel ; à droite, en domaine fréquentiel ; pour N valeurs. Traitement appliqué :

Afin de mettre en évidence la corrélation entre insolation (cycles orbitaux) et échantillonnage (cycles sédimentaires potentiels), le plus simple est de passer du domaine spatial — c'est-à-dire de façon équivalente du point de vue stratigraphique, du domaine temporel, par application de la loi de Walther — au domaine fréquentiel. Cette opération sur les données échantillonnées se réalise en utilisant les méthodes classiques de l'analyse spectrale (quantitative time-series-analysis). L'objectif est de détecter les principales fréquences apparentes dans les échantillonnages, ie. les périodicités majeures exprimées par un proxie, puis de comparer ces dernières aux périodes orbitales connues. Si les proxies et les logs stratigraphiques sont bien choisis, au regard des critères explicités ci-avant, une bonne corrélation sera le signe d'un forçage astronomique du climat.
Pour effectuer les calculs nécessaires, on utilise différents algorithmes informatiques de la transformée de Fourier discrète, lesquels sont regroupés sous le vocable de « transformée de Fourier rapide » (parce que de complexité réduite {\displaystyle n\log n}). La transformée de Fourier discrète permet de transformer une fonction intégrable sur un domaine discret en une autre fonction, équivalente, qui donne le « spectre en fréquences » de la fonction initiale. Dans le cas de la cyclostratigraphie, cela revient à exprimer sous la forme de fréquences les cycles sédimentaires enregistrés dans une série, alors qu'ils sont initialement exprimés sous la forme d'un signal de valeurs discrètes (l'échantillonnage). La fréquence, qui est le nombre d'occurrences d'un phénomène donné par unité de temps et qui vaut l'inverse de la période, a ici une valeur implicitement spatiale, puisque les cycles représentent des durées de sédimentation qui sont rapportées à des épaisseurs dans les séries sédimentaires (application de la loi de Walther). De ce fait, on parlera de « puissance » (en mètres ou centimètres) des fréquences, qu'on représentera sur des périodogrammes.
Les calculs sont menés sur des séries finies de mesures dont il faut extraire les informations utiles. Cela signifie qu'il est nécessaire d'écarter de l'échantillonnage les éventuels signaux représentant un bruit, par exemple ceux liés à des autocycles du système sédimentaire. Ces deux contraintes, finitude de l'échantillonnage d'une part et bruit de l'échantillonnage d'autre part, imposent le recours à des fenêtres de pondération (window function) qui permettent de « faire parler » un échantillonnage. Par exemple, l'approche multitaper (MTM) fait appel à une séquence de plusieurs fenêtres bien choisies afin de réduire les effets de bruit. La transformée de Fourier ou une fonction assimilée est ensuite appliquée au produit du signal échantillonné par la fenêtre (en domaine temporel) pour récupérer un spectre (en domaine fréquentiel) mettant en avant les « bonnes » fréquences — « bonnes » dans le sens d'être « adaptées » à l'échelle de l'analyse temporelle effectuée, et non pas « inventées » pour récupérer des résultats satisfaisants !
La plupart des séries traitées ont des durées largement supérieures à celles des périodes orbitales recherchées. Pour travailler à haute résolution, il est nécessaire de subdiviser la série en plusieurs morceaux et d'appliquer les fenêtres et transformée à chacune des sous-séries. Une des fenêtres les plus courantes, la Blackman window, privilégie les données situées au centre de la portion de série traversée par la fenêtre. Ce type de biais est à prendre en compte. Dans le cas présent, pour éviter la distorsion des spectres, les sous-séries ou portions doivent se recouper.

## Intérêt des études cyclostratigraphiques

### Apports de la cyclostratigraphie

#### Affiner l'échelle des temps géologiques
L'établissement d'une échelle des temps géologiques aussi précise et fiable que possible représente sans doute le chantier le plus important des sciences de la Terre, puisque les interprétations sont largement tributaires d'une bonne connaissance des durées et des âges.
De façon simple, à une épaisseur de série sédimentaire comportant n occurrences d'un cycle de période {\displaystyle {\frac {1}{f}}} est attribuée une durée {\displaystyle n\cdot {\frac {1}{f}}}. Toutefois, l'échantillonnage de l'indicateur climatique a nécessité un cadrage temporel entre deux bornes arbitraires, lesquelles peuvent être des Global Boundary Stratotype Section and Point (GSSP), des limites de chrons ou de biozones, etc. Ces repères, qui constituent l'échelle des temps géologiques à proprement parler, ne sont pas toujours connus avec une bonne précision, surtout dans les séries anciennes. Seul l'établissement de corrélations, par exemple entre différents proxies ou différents logs, peut assurer une bonne fiabilité des résultats.
La cyclostratigraphie permet d'affiner considérablement l'échelle des temps géologiques en termes de durées. Dans une étude sur la limite Crétacé-Paléogène, Röhl et al utilisent une corrélation entre proxies biostratigraphique (Morozovella angulata), géochimique (Fe) et magnétique pour contraindre la durée du Danien. Cette période succède au Maastrichtien à 65,5 Ma, mais en l'absence de GSSP, la limite supérieure du Danien avec le Sélandien est moins claire. L'analyse spectrale de chacun des chrons du Danien a permis d'affiner sa durée à 3,65 Ma, inférieure de presque 10 % aux résultats précédents.

#### Variations du taux de sédimentation
Le travail à haute résolution sur des cycles de périodes courtes permet de découper une série sédimentaire en une succession de sous-séquences virtuelles. Chacune d'entre elles peut être associée à un taux de sédimentation propre, ce qui permet de visualiser les accélérations et décélérations potentielles du processus sédimentaire. Pour le Danien, dont la durée a été revue à la baisse, un taux moyen de sédimentation plus élevé était nécessaire.
Lorsqu'un échantillonnage révèle des cycles affectés de quelques irrégularités ponctuelles, il est probable que la série soit affectée de discontinuités. Il peut s'agir de hiatus de non dépôt, mais aussi de phénomènes de condensation, d'altération ou d'érosion des sédiments. La corrélation à d'autres données permet de cerner l'hypothèse la plus probable. Dans tous les cas, la mise en évidence de discontinuités à haute résolution constitue un autre résultat intéressant, qui peut aider à préciser les estimations de durées ainsi que l'amplitude des variations du taux de sédimentation. Un autre exemple d'utilisation de ce type de résultats est l'estimation de l'homogénéité d'un sous-sol, en vue du stockage géologique de produits divers (carbone, déchets urbains, déchets nucléaires, etc.) Le confinement de produits volatils et/ou dangereux nécessite en effet une lithologie sans micro-failles ou discontinuités, vecteurs de transport horizontal et vertical (dissipation de la pollution vers des nappes phréatiques, remontée vers des zones habitées, etc.)

#### Interprétations paléoclimatiques
La méthodologie cyclostratigraphique fait intervenir le climat sous au moins deux aspects différents : comme « médiateur général » des signaux astronomiques, du fait de rétroactions diverses (développement des continents et inlandsis, taux atmosphériques en gaz à effet de serre, etc.) ; comme « médiateur local », à travers les conditions environnementales du système sédimentaire (environnement de dépôt, ie. à l'échelle plus réduite du bassin, le plus souvent). Les premières considérations relèvent de modèles climatiques généraux ; les secondes sont par contre à prendre en considération dans l'interprétation de séries au cas par cas, puisque les facteurs locaux sont alors importants. Il faut notamment considérer le fait que le signal des périodes orbitales peut être mal enregistré dans les séries sédimentaires en raison même des variations climatiques dont elles sont à l'origine ! Une rétroaction aussi bien qu'un autocycle peuvent amplifier un signal tout en le déformant, de sorte que tirer des conclusions paléoclimatiques a posteriori n'est pas toujours aisé.
Dans les séries quaternaires, l'établissement des alternances glaciaires et interglaciaires de longues périodes n'a pas fait directement appel à un travail à haute résolution type cyclostratigraphie, mais des variations existent au sein des différentes grands épisodes glaciaires. La connaissance de ces évènements peut être affinée par des résultats issus de l'analyse cyclostratigraphique. En effet, certains indicateurs permettent de considérer avec une bonne fiabilité que leurs périodicités sont celles des variations climatiques — par exemple, le {\displaystyle \delta ^{18}O} vis-à-vis de la température. L'exacte signification dépend alors de mécanismes physico-chimiques complexes et, évidemment, de la qualité du signal, qui doit être primaire (non altéré). Les meilleurs signaux sont en général issus des séries les plus récentes, c'est-à-dire du Cénozoïque supérieur et du Quaternaire.
Des tendances climatiques peuvent être dégagées pour des périodes plus anciennes. En ce qui concerne le Crétacé inférieur, Mayer et al. avancent des résultats généraux sur l'éventualité d'un forçage climatique dans un contexte autre que celui des glaciations du Quaternaire. Des corrélations précises de cycles étant établies, les variations des paramètres orbitaux étaient suffisamment importantes pour que leur signal s'exprime dans des conditions de rétroactions différentes. L'ampleur du forçage astronomique des paléoclimats anté-quaternaires, par exemple des périodes d'effet de serre très actif, reste toutefois à estimer.

### Diversité des applications cyclostratigraphiques

#### Dans les séries du Quaternaire
Les premières applications de la méthode cyclostratigraphique ont été réalisées sur des séries du Quaternaire, dans des formations lithologiques mises en place durant un contexte glaciaire (Pléistocène). Un des premiers grands succès a été l'étude spectrale des variations de températures estimées via le {\displaystyle \delta ^{18}O} de tests de foraminifères et des variations d'abondance de Cycladophora davisiana. Les épisodes glaciaires étaient contraints à la fois en amplitude et en durée. Par la suite, A. Berger met l'accent sur le rôle essentiel des calottes glaciaires — la rétroaction positive, estivale, au sens de Milankovitch, est posée comme le principal modulateur des conditions environnementales. Durant le Quaternaire, le forçage astronomique se traduit par un glacio-eustatisme important.
L'analyse à haute fréquence du {\displaystyle \delta ^{18}O} a par ailleurs révélé l'existence de fluctuations climatiques beaucoup plus fréquentes que ce que laissaient présager les épisodes glaciaires accessibles par un comptage direct des terrasses fluviatiles, par exemple. Classiquement, le Pléistocène recouvre quatre épisodes glaciaires majeurs (Günz, Mindel, Riss, Würm), mais on peut distinguer plus d'une centaine de « stades isotopiques » sur les derniers 2,7 Ma. Leur analyse spectrale révèle l'influence des cycles de Milankovitch.
Ces succès et d'autres obtenus sur des séries récentes pouvaient laisser penser que le forçage astronomique du climat était au moins lié au contexte glaciaire en général, sinon spécifique du Quaternaire. Une large part des travaux plus récents a consisté à savoir dans quelle mesure la théorie astronomique des paléoclimats pouvait être généralisée aux séries mises en place dans un régime climatique différent, en particulier pour les séries mésozoïques, hors des épisodes glaciaires.

#### Dans les séries anté-quaternaires
De nombreuses études cyclostratigraphiques ont été menées sur des séries sédimentaires du Mésozoïque. Le climat y est largement moins bien défini, et l'échelle des temps géologiques est plus relâchée, ce qui est à la fois une difficulté à surmonter et un problème auquel la cyclostratigraphie peut apporter des réponses. Les cycles orbitaux ont été mis en évidence du Trias au Tertiaire, et ce dès les années 1980. Il semble que le forçage astronomique ait été assez puissant et soutenu pour que son signal soit enregistré dans des conditions variées, aussi bien en période glaciaire qu'interglaciaire.
Pour les séries anciennes, l'objectif majeur de l'approche cyclostratigraphique est l'estimation de durées précises. La corrélation des données sédimentaires aux cycles de Milankovitch pour l'Hettangien (obliquité de 38 ka, excentricité de 95 ka, précession de 20 ka) a permis une estimation minimale de 1,29 Ma pour cette période. Plus précisément encore, des durées sont proposées pour des zones ou sous-zones à ammonites. Röhl et al. estiment la durée du Danien à 3,65 Ma à partir de la durée de différents chrons, établies par cyclostratigraphie. Il ne s'agit là que de quelques exemples parmi les nombreuses études déjà réalisées dans le Mésozoïque, lesquelles ont montré l'importance du forçage astronomique des paléoclimats. Il est d'ailleurs possible de proposer des interprétations climatiques.
Dans le Crétacé inférieur, Mayer et al. utilisent conjointement les cycles de Milankovitch et la susceptibilité magnétique ; sur la base d'hypothèses raisonnables (choix de bornes temporelles classiques bien que floues, projection des cycles de Milankovitch dans le Phanérozoïque d'après Berger), la mise en évidence de cycles climatiques offre la possibilité de proposer une tendance paléoclimatique générale au réchauffement. En effet, entre l'Hettangien et le Kimméridgien, les cycles orbitaux dominants diffèrent : obliquité à 38 ka et précession à 20 ka respectivement modulent la série. Les épisodes de prédominance de la précession sont associés à un forçage plus marqué dans les régions tropicales et subtropicales ; l'obliquité concerne surtout les hautes latitudes. Cependant, le signal de l'obliquité peut être très marqué dans des séries interglaciaires, ce qui constitue un indice de l'action de facteurs paléocéanographiques locaux sur la balance entre obliquité et précession.
De fait, les biais — à commencer par les contraintes temporelles, l'altération diagénétique et la présence de discontinuités — et autocycles représentent un défi important dans les séries anté-quaternaires. Pour affiner les résultats des études cyclostratigraphiques, des contraintes plus fortes en termes de datation absolue sont nécessaires, mais il apparaît déjà que des informations très variées et de bonne résolution peuvent être fournies sur des périodes de plus en plus anciennes.